# Фоссеватн
Фоссеватн (норв. Fossevatn) — озеро на границе Норвегии и России в долине реки Паз. Административно входит в Мурманскую область России и коммуну Сёр-Варангер Норвегии. Расположено на высоте 21 м над уровнем моря.
Озеро относится к бассейну Баренцева моря, связывается с ним рекой Паз. Питание озера в основном снеговое и дождевое. Рельеф берега в основном возвышенный, в западной части выделяются горы Мидтассфьель (111 м) и Корсмюрфьель (102 м). Лесные массивы на берегах состоят в основном из берёзы и сосны. Озеро является подпорьем для Борисоглебской ГЭС. Фоссеватн по реке Паз вверх соединяется с озером Клистерватн (через водопад Харефоссен), а по реке вниз с Варяжским заливом Баренцева моря.
Берег озера не заселён — населённые пункты отсутствуют. По дамбе Борисоглебской ГЭС проходит федеральная магистраль Кола.